# Parike
Parike is een dorp in de Belgische provincie Oost-Vlaanderen en een deelgemeente van Brakel, het was een zelfstandige gemeente tot aan de gemeentelijke herindeling van 1977. Parike ligt in de Vlaamse Ardennen.

## Geschiedenis
De oudste vermelding van Parike dateert van 866. In de 15e eeuw was de heerlijkheid in bezit van het Huis Lalaing. Simon van Lalaing streed tegen de opstandige Gentenaars. In 1453 werd het dorp daarom platgebrand door de Gentenaars ten gevolge de opstand tegen Filips de Goede. Het is aan dit voorval dat Parike zijn bijnaam "Het verbrande dorp" te danken heeft. Vandaar dat hier ook het evenement "Walmke Brand" plaatsgrijpt, de laatste zondag van februari.
Later kwam de heerlijkheid in bezit van achtereenvolgens de families Van Massemen, Van Steenlant en Van Cauteren. Parike had echter geen heerlijk kasteel.

## Bezienswaardigheden

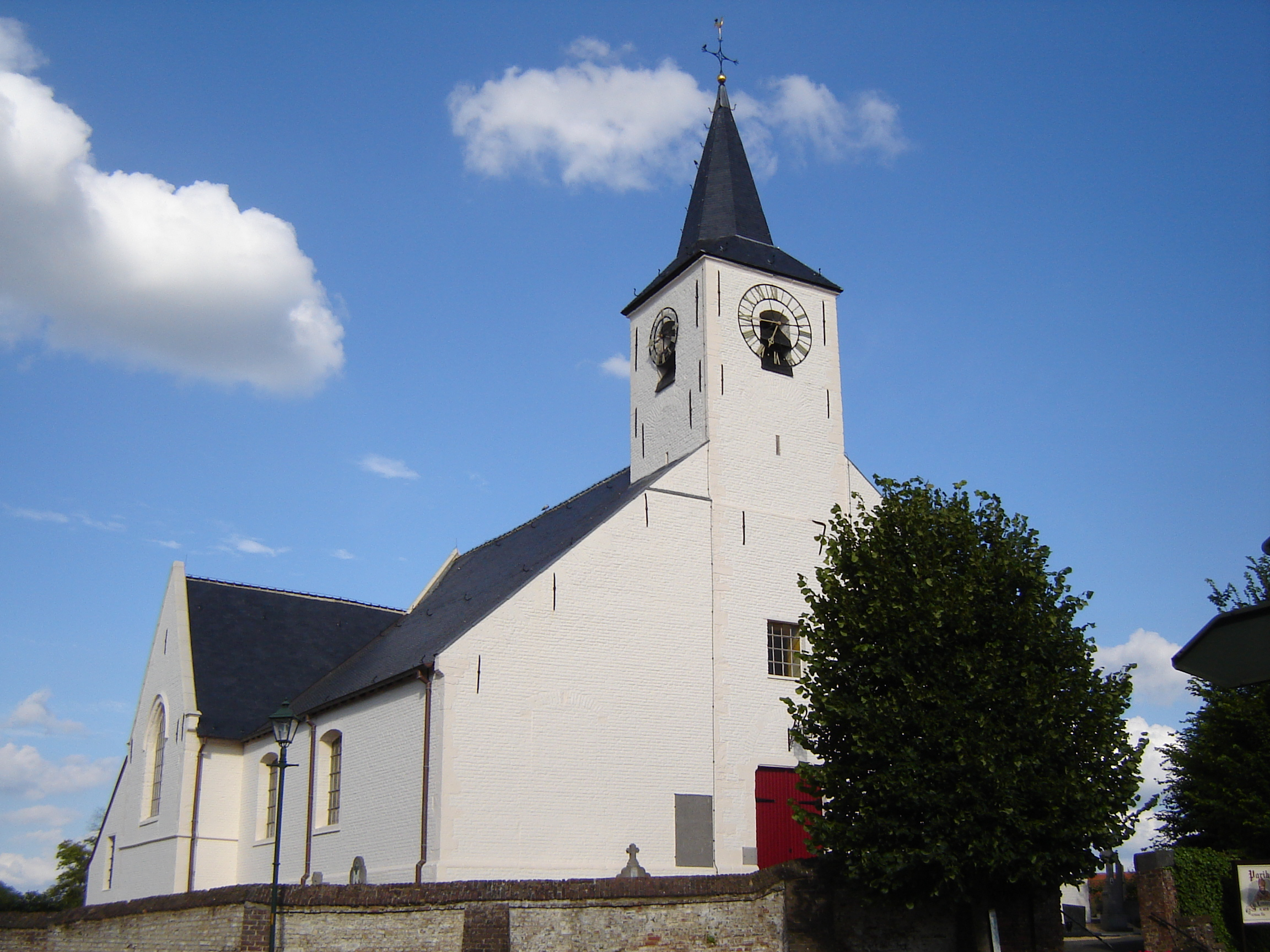
Sint-Lambertuskerk

De Sint-Lambertuskerk is beschermd. De kerk dateert van het jaar 1750. De kerk bezit bijzonder kerkmeubilair zoals het altaar in Louis XIV-stijl en de preekstoel in Louis XIII-stijl. In 2005 werd de kerk volledig gerestaureerd. Op 3 oktober 2016 sloot de kerk voor de restauratie van het interieur. Op 2 december 2017 werd de heropening van de kerk gevierd met een eucharistieviering.

## Natuur en landschap
Parike ligt in de Vlaamse Ardennen. De bodem is lemig. De hoogte bedraagt 35-87 meter. In het noorden loopt de Vagebeek in oostelijke richting, om uiteindelijk in de Dender uit te monden. Een belangrijk natuurgebied is het Parikebos dat deel uitmaakt van de Everbeekse bossen en, als bosreservaat, gesloten is voor het publiek. 

## Demografische ontwikkeling
- Bronnen:NIS, Opm:1831 tot en met 1970=volkstellingen; 1976 = inwoneraantal op 31 december

## Politiek
Parike had een eigen gemeentebestuur en burgemeester tot de fusie van 1976. De laatste burgemeester was Hubert Burens.

## Nabijgelegen kernen
Everbeek-Boven, Everbeek-Beneden, Zarlardinge, Deftinge, Sint-Martens-Lierde< Nederbrakel
Deelgemeenten: Elst · Everbeek · Michelbeke · Nederbrakel · Opbrakel · Parike · Zegelsem

Overige dorpen en gehuchten: Sint-Maria-Oudenhove (deels)

Belgische gemeenten · Arrondissement Oudenaarde · Oost-Vlaanderen · Vlaanderen